# Ján Rišňovský
Ján Rišňovský [ján rišňouský] (* 14. prosince 1956) je bývalý slovenský fotbalový záložník. Žije v Galantě.

## Hráčská kariéra
V československé lize hrál za VSS Košice, aniž by skóroval. Debutoval v neděli 14. března 1976 v košickém derby proti Lokomotívě (nerozhodně 1:1), naposled nastoupil v neděli 27. února 1977 v domácím zápase proti Interu Bratislava (prohra 1:2).

### Prvoligová bilance
| Ročník             | Zápasy | Góly | Minuty | Klub          |
| ------------------ | ------ | ---- | ------ | ------------- |
| I. liga 1975/76    | 5      | 0    | 239    | TJ VSS Košice |
| I. liga 1976/77    | 3      | 0    | 68     | TJ VSS Košice |
| CELKEM I. ČS. LIGA | 8      | 0    | 307    |               |